# IC 2815
IC 2815 је спирална галаксија у сазвјежђу Лав која се налази на листи објеката дубоког неба у Индекс каталогу.
Деклинација објекта је + 12° 48' 13" а ректасцензија 11h 26m 16,5s. Привидна величина (магнитуда) објекта IC 2815 износи 15,4 а фотографска магнитуда 16,2.